# ランスバッハ＝バウムバッハ
ランスバッハ＝バウムバッハ (独: Ransbach-Baumbach)はドイツ連邦共和国 ラインラント＝プファルツ州ヴェスターヴァルト郡にある市。ランスバッハ＝バウムバッハ連合自治体 (独: Verbandsgemeinde Ransbach-Baumbach) の行政庁所在地である。

## 地理

### 位置
モンタバウアの北西10km、コブレンツ北東15kmの位置にある。